# Римски обсадни машини
Обсадните машини на Древен Рим включват стенобойни машини и метателни съоръжения (на латински: tormenta), заимствани от Древна Гърция.
Делят се на съоръжения, стрелящи по права линия и стрелящи по парабола. Последните се подразделят на изстрелващи стрели (еутитони) или камъни (палинтони).

## Метателни съоръжения
Всеки легион разполага със собствена артилерия, обслужвана от специализиран персонал (т. нар. ballistarii). На всяка кохорта се пада по 1 балиста (ballistae), а на всяка центурия – по 1 скорпион (scorpio).

### Балиста
Балистата представлява двураменна торсионна машина. Гарантира изключителна точност, може да се ползва не само при обсада. Способна е да изстрелва 40 kg камъни и стрели на голямо разстояние (до 250 m). Римляните я заимстват от гърците и я доразвиват.

### Скорпион
Скорпионът е неголям двураменен стреломет, заимстван също от гърците не по-късно от 3 в. пр.н.е.
В края на 1 век е изобретена хиробалистата (cheiroballista), за направата на която освен дърво са използвани и бронзови части.

### Онагра
Онаграта представлявала еднорамененна торсионна камъкохвъргачка, изобретена от римляните към 3 в. пр.н.е. Тя е с по-опростена конструкция от балистата (която е съставена от много части и изисква сложна поддръжка). Недостатък е нейната ефективност само при стрелба по неподвижни цели (използвана е само при обсада, за разлика от балистите и скорпионите). Може да изхвърля по-голяма тежест – от порядъка на 100 kg. Всеки легион разполага с около 10 леки онагри. Поради по-лесната си направа те са най-често използваните към края на Римската империя.

## Стенобойни машини

### Таран
Таранът (aries) включва стенобойна част, най-често с формата на глава на овен, но се срещат и островръхи тарани (terebra). Състои се от масивна дървена греда с прикрепена към нея желязна част. Тя е закачена на рама вътре в костенурката. Работата при пробиването на стена по такъв начин е тежка и трудоемка. Витрувий споменава за такъв таран, дълъг 30 метра и обслужван от 30 души.

### Обсадна кула
Обсадните кули (turres mobiles) са използвани за атака на стените.
Те са на няколко етажа. На долния етаж се разполага таран, на следващите – балисти, а на най-горния – стрелци. Подвижен мост се спуска върху стената. Основите на такава кула заемат площ до 14,8 m2. Изграждана извън обсега на неприятелския огън, кулата после е докарвана до стените. Оттам с помощта на установените върху нея балисти се води обстрел по вражеските позиции. По нея легионерите могли да се прехвърлят върху крепостните стени. За защита от запалени стрели навесите и кулите са покривани със сурови кожи или мокри чували.

## Ход на обсадата
Римляните развиват до съвършенство превземането на противникови крепости. Първоначално римляните се опитват да превземат укрепения град с внезапен щурм. Засипвайки рововете, войниците правят т.нар. костенурка (testudo). Слагайки щитовете си един над друг, те се опитвали да разбият портите или с помощта на стълби (scalae) да се покачат на крепостните стени. Ако първоначалният щурм е неуспешен, започва планомерната обсада.
Първо римляните намират най-слабо защитения участък от крепостната стена. На това място под прикритието на щитове, беседки и др. започват изравняване на неравностите на почвата, за да стане мястото проходимо за обсадните машини. В същото време започва и строежът на насипа (agger).
На него се установяват кулите, като височината им трябва да е по-висока от тази на стените. От кулите се води непрекъснат обстрел по врага. Тогава започва изграждането на покрити коридори (porticus) – може да се изграждат при свързването на беседките (vinea) в дълга редица, по които войниците стигат безпрепятствено до основата на крепостните стени. Там в действие са пускани тарани, разрушаващи основите. Понякога римляни копаят тунели под основите на крепостта. При достигане на необходимата височина на насипа се установяват обсадни съоръжения.
Обсадените често предприемат атаки с цел да разрушат съоръженията на римляните. Затова при продължителни обсади (например Юлий Цезар при Алезия, Тит при Йерусалим) градът е обграждан с контравалационна линия (земен вал с кули и ровове). Това позволява войската да се съсредоточи на най-важните за обсада места. Ако към обсадения град се насочват подкрепления, се изгражда външна линия – циркумвалационна, която препятства опитите за разбиване на обсадата, предприемани от неприятеля.
При работата по обсадните съоръжения за прикритие от вражеските стрели и камъни се изграждат прикрития и навеси. Най-известното се нарича беседка (vinea), изграждана от дъски. С помощта му войниците могат да се приближат до стената за подкопаване или за разчистване на пътя за тараните. Съществуват и обсадни щитове (pluteus) за прикритие на работещите по строежите.